# Union (statsvetenskap)
För andra betydelser, se Union.
Union används i statsvetenskapliga sammanhang om sammanslutningar mellan flera stater eller delstater. (Denna gren av statsvetenskap kan kallas jämförande statsvetenskap eller politisk antropologi.) Det finns flera typer av unioner, vars definitioner i praktiken inte alltid blir klart avgränsande, utan kan vara mer eller mindre överlappande. Det är även vanligt att unioner med tiden utvecklas från en typ till en annan.
Ordet union kommer av latinets unio (förening).

## Realunion och personalunion
Man skiljer på realunioner (eller politiska unioner) och personalunioner. De senare består av i övrigt självständiga stater som har en gemensam statschef, exempelvis har Storbritannien och Australien en personalunion med kung Charles III som monark. En realunion har gemensamma institutioner, som de ingående delarna har överlämnat större eller mindre maktbefogenheter till. En personalunion kan samtidigt vara en realunion, beroende på de ingående delarnas grad av självstyre, ett exempel på detta var Svensk-norska unionen. Om en realunion inte har någon federal uppbyggnad, är den definitionsmässigt en enhetsstat.

## Federation och konfederation
Realunioner finns i sin tur av flera slag. I första hand skiljer man på federationer (eller förbundsstater) och konfederationer (eller statsförbund). En federation består av mer eller mindre autonoma (självstyrande) delstater, exempelvis USA. En konfederation är en sammanslutning av självständiga stater, exempelvis var den organisationsform som Sydstaterna valde under Amerikanska inbördeskriget en konfederation. Konfederationer var vanligare förr, historiskt har de visat sig vara instabila. De som har funnits har antingen upplösts (exempelvis Centralamerikanska federationen) eller utvecklats till federationer (exempelvis Australien).

## Mellanstatliga unioner
Begreppet konfederation är vanligen förbehållet unioner som är statsbildningar, men används ibland även för att beteckna mellanstatliga unioner, exempelvis Europeiska unionen (EU; se även sui generis). Exempel på en tidigare konfederation som ombildats till en mellanstatlig organisation är Samväldet.

## Union i motsats till enhetsstat
En stat som inte består av flera sammanslutna enheter, kallas enhetsstat. Storbritannien som är en enhetsstat, är av historiska skäl till namnet en union, United Kingdom of Great Britain and Northern Ireland. 1603 blev England och Skottland en personalunion, vilken 1707 ombildades till realunion. Vidare är Storbritannien tillsammans med bl.a. Spanien och Italien, exempel på att även enhetsstater kan delegera större eller mindre maktbefogenheter till autonoma regioner.

## Symmetriska och asymmetriska unioner
Vidare kan unioner antingen vara symmetriska eller asymmetriska, beroende på om de ingående delarna har samma befogenheter eller om dessa skiljer sig åt mellan olika områden. Exempel på symmetrisk union är Förbundsrepubliken Tyskland, medan Ryska Federationen är asymmetrisk.

## Unioner under feodala förhållanden
Under feodalismen fanns flera former av ofta komplicerade unionsförhållanden, med länsväsen och vasallstater. Kejsardömen såsom det Tysk-romerska riket var i sig ett slags unioner (mellan stater som i Tysklands fall var närmast självständiga, i än högre grad efter westfaliska freden 1648). Samtidigt kunde främmande riken ha överhöghet över delar av kejsardömet. Exempelvis rådde personalunion mellan Storbritannien och Hannover 1714–1837, medan Mecklenburg var Danmarks vasallstat (med eget furstehus) 1187-1227 och Svenska Pommern var en svensk besittning 1648-1815.